# Tatort: Gewaltfieber
Gewaltfieber ist ein Fernsehfilm aus der Kriminalreihe Tatort der ARD und des ORF. Der Film wurde vom SWR produziert und am 2. Dezember 2001 erstmals ausgestrahlt. Es handelt sich um den 24. Fall der Ludwigshafener Ermittlerin Lena Odenthal (Ulrike Folkerts) und den 15. Fall von ihrem Kollegen Mario Kopper (Andreas Hoppe).

## Handlung
Im Lehrerzimmer einer menschenleeren Schule werden die Leichen von drei Lehrern und einem Schüler gefunden. Der Mitschüler Jacky Bräutigam, der eine Strafarbeit nachmittags abgeben wollte und die Toten gefunden hat, fährt völlig aufgewühlt mit seiner Vespa in eine LKW-Werkstatt und wird dort von einer jungen Frau erwartet, der er erzählt, was er gesehen hat.
Dem Anschein nach hat der Schüler Paul Cordes zunächst die Lehrer und danach sich selbst mit einem Schrotgewehr und einer Pistole erschossen. Dem widerspricht der Schuldirektor vehement und lobt Paul in höchsten Tönen, muss aber zugeben, dass es eine Anschuldigung gegen Paul wegen sexueller Belästigung gab.
Lena Odenthal findet in Pauls Zimmer ein Foto von ihm und einer Freundin, die Jacky als die von der Schule verwiesene und untergetauchte Chris Domnik identifiziert. Sie gehören einer geheimnisvollen Clique an, die sich „Verein“ nennt, okkulte Messen veranstaltet sowie Schüler und Lehrer drangsaliert. Schuldirektor Lobentag muss eingestehen, dass sein Sohn Fabian in den Bann dieser Gruppe geraten war.
Die Ermittlungen führen in den Computerraum der Schule, wo in der Nacht Bilddateien mit Pauls blutigen Tieropfern platziert wurden. Pauls schwerkranke und distanziert wirkende Mutter kann und will nichts zur Aufklärung beitragen.
Lobentag realisiert nicht, wie er mit seiner Fixierung auf Lieblingsschüler  Paul seinen eigenen Sohn verletzt. Fabian fühlt sich von seinem Vater vernachlässigt und spielt der Polizei ein Video zu, das seinen Vater mit Jacky zeigt, wie dieser von ihm verprügelt wird. Allmählich zeigt sich das Ausmaß, der Terrorherrschaft des „Vereins“. Sowohl Schüler als auch Lehrer wurden erpresst und es wurde auch mit Drogen gehandelt.
Eine erneute Untersuchung der Schmauchspuren beweist, dass Paul Cordes ermordet wurde. Damit konfrontiert, geraten die „Vereins“mitglieder aneinander und merken nicht, dass sie von Kopper observiert werden. Sie machen ihren Fehler wieder wett, indem sie sich im Amtsgericht auf den strafunmündigen Fabian als Täter festlegen. Dieser widerspricht nicht und so bleiben alle Mitglieder der Gruppe vorerst straffrei und dürfen sogar bis zur Hauptverhandlung auf Kaution auf freien Fuß bleiben.
Odenthal spricht später noch einmal mit Fabian, der ihr gegenüber aussagt, dass alles so abgelaufen wäre wie im Film. Da Jobst, einer der Lehrer, sich nicht erpressen lassen wollte, hat die Gruppe beschlossen, sich das geforderte Geld mit Gewalt zu holen. Zwei von ihnen seien „rein, und hätten das einfach gemacht.“ Er selber sei weggelaufen. Auch Chris Domnik öffnet sich und gesteht, dass sie zusammen mit Paul Cordes ins Lehrerzimmer eingedrungen sei und nachdem Jobst sie beleidigte und beschimpfte, hätte Cordes wild um sich geschossen. Nachdem er einfach nicht aufhörte und sogar nachgeladen hatte, bekam sie Angst und hätte ihn mit einem Schuss aus ihrer Pistole gestoppt.

## Produktionsnotizen
Gewaltfieber wurde 2001 in Offenburg gedreht.
Bei seiner Erstausstrahlung am 2. Dezember 2001 hatte Gewaltfieber 8,64 Mio. Zuschauer, was einem Marktanteil von 24,70 % entspricht.